# Међународни бијенале У светлости Милене
Међународни бијенале У светлости Милене је ликовна манифестација која се одржава од 1983. године, у родном граду Милене Павловић Барили, у галерији која носи њено име, у Пожаревцу.

## О бијеналу
Бијенале У светлости Милене се одржава у част познате сликарке Милене Павловић Барили (1909-1945).
У току одржавања бијенала стручни жири додељује награде гран при, другу и трећу награду, као и и плакету са Милениним ликом, рад Небојше Митрића, савременим уметницима из Србије и Европе за дела на задату тему. Слике су радови савремених уметника које су блиске Милениној поетици и сновиђењу.
Од 1997. године, бијенале добија интернационални карактер.

## Задатак бијенала
Поштовати изворне, етичке и естетичке принципе дела Милеве Павловић Барили и успостави непрекинуту нит између вечног и садашњег јесте оно што представља задатак и сврху бијенала.

## Историјат
Уметничка збирка Савремене уметности која је у склопу Галерије Милеве Павловић Барили је збирка која је настајала од првог фестивала уметности 1962. године. Године 1962. је створена манифестација Сан и машта и на тај начин испуњен завет Миленине мајке Данице. 
Прва изложба 1962. године окупила је једанаест југословенских уметника од који су неки били представници Медиале и други: Владимир Величковић, Василије Јордан, Спаса Куноски, Бранко Миљуш, Миодраг Нагорног, Љуба Поповић, Милан Поповић, Светозар Самуровић,Милић од Мачве, Леонид Шејка и Марко Шуштарчича.
- Први бијенале 1983. године отворен је на дан Милениног рођендана 5. новембра и  добија име Милена Павловић Барили.[3]

- Други бијенале одржан је 1985. године и од тада па до данас, ова ликовна манифестација, и на предлог Јована Рајковића добија назив У светлости Милене. [3]
- Седми бијенале је одржан 1997. године.

Додељене награде: гран при - Владимир Дуњић.
- Осми бијенале је одржан 2001. године.
- Девети бијенале је одржан 2003. године.

Додељене награде: Гран при - Марина Накићеновић. 
- Десети бијенале је одржан 2005. године.
- Једанаести бијенале је одржан 2007. године.

Додељене награде: Гран при -  Јованка Станојевић ; Друга награда -  Дивна Јеленковић ; Трећа награда - Ана Церовић.
- Дванаести бијенале је одржан 2009. године.
- Тринаести бијенале је одржан 2011. године.
- Четрнаести бијенале је одржан 2013. године.

Додељене награде: Гран при - Славко Крунић; Друга награда - Кемал Рамујкић; Трећа награда - Мирјана Маодуш.
- Петнаести бијенале је одржан 2015. године.

Додељене награде: Гран при - Мирослав Арсић; Друга награда - Предраг Тодоровић; Трећа награда - Василеје Доловачки.
- Шестаести бијенале је одржан 2017. године.

Додељене награде: Гран при - Катарина Зарић; Друга награда - Снежана Петровић; Трећа награда - Стојан Ђурић.
- Седамнаести бијенале је одржан 2019. године.

Додељене награде: Гран при - Владимир Пајевић; Друга награда - Предраг Пеђа Милошевић; Трећа награда - Анђела Ристић.